# Ove Aunli
Ove Robert Aunli (Orkdal, 12 marzo 1956) è un ex fondista norvegese.
Vincitore di medaglie ai Mondiali e ai Giochi olimpici invernali, vanta anche un terzo posto nella classifica generale di Coppa del Mondo.
È marito di Berit, a sua volta fondista di alto livello.

## Biografia
In Coppa del Mondo ha esordito il 9 gennaio 1982 nella gara inaugurale della competizione, la 15 km di Reit im Winkl (13°), ha ottenuto il primo podio il 16 dicembre 1983 nella 30 km di Ramsau am Dachstein (2°) e la prima vittoria il 15 dicembre 1984 nella 30 km di Davos.
In carriera ha partecipato a due edizioni dei Giochi olimpici invernali, Lake Placid 1980 (3° nella 15 km, 8° nella 30 km, 2° nella staffetta) e Sarajevo 1984 (squalificato nella 15 km, non conclude la 50 km, 4° nella staffetta), e a quattro dei Campionati mondiali, vincendo sei medaglie.

## Palmarès

### Olimpiadi
- 2 medaglie, valide anche ai fini iridati:
  - 1 argento (staffetta a Lake Placid 1980)
  - 1 bronzo (15 km a Lake Placid 1980)

### Mondiali
- 6 medaglie, oltre a quelle conquistate in sede olimpica e valide anche ai fini iridati:
  - 2 ori (staffetta a Oslo 1982; staffetta[3] a Seefeld in Tirol 1985)
  - 1 argento (30 km[3] a Seefeld in Tirol 1985)
  - 3 bronzi (staffetta a Lahti 1978; 50 km[3] a Seefeld in Tirol 1985; staffetta[3] a Oberstdorf 1987)

### Coppa del Mondo
- Miglior piazzamento in classifica generale: 3º nel 1985
- 3 podi (individuali[4]), oltre a quelli conquistati in sede iridata e validi ai fini della Coppa del Mondo:
  - 1 vittoria
  - 1 secondo posto
  - 1 terzo posto

#### Coppa del Mondo - vittorie
| Data             | Luogo | Paese    | Disciplina |
| ---------------- | ----- | -------- | ---------- |
| 15 dicembre 1984 | Davos | Svizzera | 30 km      |